# Phtheochroa ochrobasana
Phtheochroa ochrobasana es una especie de polilla de la familia Tortricidae. Se encuentra en España, Argelia y en Arabia Saudita.
La envergadura es de 15 a 17 mm. Se han registrado vuelos en adultos de octubre a noviembre.